# Sebastian Musiolik
Sebastian Musiolik (Knurów, 19 maggio 1996) è un calciatore polacco, attaccante del Śląsk Breslavia.

## Carriera

### Club
Il 1º ottobre 2020 firma per il Pordenone. Esordisce con i friulani due giorni dopo, nella partita  di Serie B giocata in casa del L.R. Vicenza (1-1).

### Nazionale
Ha giocato nelle nazionali giovanili polacche Under-19 ed Under-20.

## Palmarès

### Club

#### Competizioni nazionali
- I liga: 1

Raków Częstochowa: 2018-2019
- Supercoppa di Polonia: 2

Raków Częstochowa: 2021, 2022
- Coppa di Polonia: 1

Raków Częstochowa: 2021-2022
- Campionato polacco: 1

Raków Częstochowa: 2022-2023